# Chaetocladius maurus
Chaetocladius maurus är en tvåvingeart som först beskrevs av Maurice Emile Marie Goetghebuer 1935.  Chaetocladius maurus ingår i släktet Chaetocladius och familjen fjädermyggor. Inga underarter finns listade i Catalogue of Life.